# فرانک بورتن
فرانک بورتن (به انگلیسی: Frank Burton) بازیکن فوتبال زادهٔ ۱۸ مارس ۱۸۶۵ اهل انگلستان بود که سابقهٔ بازی در تیم ملی فوتبال انگلستان را در کارنامهٔ خود دارد. وی در تاریخ ۲ مارس ۱۸۸۹ تنها بازی ملی خود را در مقابل تیم ملی فوتبال ایرلند انجام داد.